# Chendrea, Sălaj
Chendrea (în maghiară: Kendermező ) este un sat în comuna Bălan din județul Sălaj, Transilvania, România.